# I Do, I Do, I Do, I Do, I Do
"I Do, I Do, I Do, I Do, I Do" là một đĩa đơn của nhóm nhạc pop Thụy Điển ABBA, và là bài hát hit lớn tiếp theo trên toàn thế giới của họ sau bài "Waterloo". Đây là đĩa đơn thứ hai được phát hành từ album ABBA của họ và là một trong những bài hát cuối cùng được thu âm cho album. Bài hát được viết bởi Benny Andersson, Bjorn Ulvaeus và người quản lý của họ Stig Anderson, và được phát hành vào tháng 4 năm 1975 với "Rock Me" là mặt B.
Bài hát được thu âm vào ngày 21 tháng 2 năm 1975 tại Glen Studio, và được lấy cảm hứng từ âm nhạc schlager châu Âu những năm 1950, cũng như âm thanh saxophone của nhà lãnh đạo dàn nhạc Mỹ thập niên 50 Billy Vaughn.

## Lịch sử
Bản phát hành của bài hát xuất hiện ngay sau đĩa đơn trước đó của họ, "So Long", đã trình diễn một cách đáng thất vọng về mặt bảng xếp hạng và doanh thu. Sau khi phát hành bài "Waterloo", ABBA đã gặp khó khăn khi làm một bài hát dài. "I Do, I Do, I Do, I Do, I Do", trong nhiều trường hợp, đặt ABBA vững chắc trở lại trong ánh đèn sân khấu. Với giai điệu saxophone sôi động và tôn kính với nhạc Schlager của thập niên 1950, "I Do, I Do, I Do, I Do, I Do" đã trở thành một sự cải thiện đáng kể trên các bảng xếp hạng quốc tế, mặc dù nó ít gây ảnh hưởng ở Anh. Sự phổ biến của bài hát đã được tăng lên (đặc biệt là ở Úc) bằng việc phát hành một đoạn quảng cáo được chiếu trên truyền hình. Bài hát, có lẽ vì tiêu đề của nó nhiều như tình cảm, được phổ biến tại các đám cưới và được xuất hiện trong bộ phim Muriel's Wedding, khi nhân vật tiêu đề say mê ABBA điên cuồng đã kết hôn.

## Tiếp nhận
"I Do, I Do, I Do, I Do, I Do" là một hit lớn ở một số quốc gia, và là bài hát đã tạo ra "cơn cuồng ABBA" ở Úc, trở thành người đứng đầu bảng xếp hạng đầu tiên của ABBA ở đó. Với " Mamma Mia " và " SOS " để theo dõi, điều này đã giúp nhóm chạy 14 tuần liên tiếp ở đầu bảng xếp hạng của Úc. "Tôi làm, tôi làm, tôi làm, tôi làm, tôi làm" cũng đứng đầu các bảng xếp hạng ở Pháp, New Zealand, Thụy Sĩ và Nam Phi và lọt vào Top 5 ở Na Uy, Bỉ, Hà Lan, Áo và Rhodesia (tất cả vào năm 1975). Bài hát cũng đạt vị trí thứ 15 tại Hoa Kỳ vào đầu năm 1976. Một ngoại lệ đáng chú ý đối với thành công của bài hát là trong Bảng xếp hạng đĩa đơn của Anh, một thị trường mà ABBA đang nhắm tới, trong đó đĩa đơn bị đình trệ ở số 38. Do đó, hướng âm nhạc trong bài hát không được sử dụng lại trong một thời gian. Điều này đánh dấu lần duy nhất một bài hát ABBA có nhiều thành công ở Hoa Kỳ hơn ở Anh. Sau năm 1975, ABBA sẽ tìm thấy thành công ở Vương quốc Anh với SOS, điều này sẽ củng cố thành công của nhóm tại Úc và các nơi khác. Bất chấp hiệu suất biểu đồ của bài hát ở Anh, vào ngày 5 tháng 12 năm 2010 trong cuộc thăm dò ý kiến bài hát ABBA yêu thích của Anh, bài hát đã lên tới vị trí # 23.